# 우크라이네 국가판무관부
우크라이나 국가판무관부 (RKU, 독일어: Reichskommissariat Ukraine 라이히코미사리아트 우크라이네[*])는 나치 독일 점령 하의 우크라이나, 폴란드 제2공화국의 일부 영토에 설치한 국가판무관부이다. 1941년 8월 20일 설치되었고, 에리히 코흐가 우크라이나 국가판무관을 맡았다. 이 곳에서는 우크라이나인을 포함하여 러시아인, 크림 타타르인, 폴란드인, 유대인, 벨로루시인, 독일인, 롬인(집시)이 거주하고 있었고, 코흐는 국가판무관이 된 이후 독일인을 제외한 모든 민족을 탄압하였다. 1944년 8월 29일 해체되었다.

## 같이 보기
- 바비 야르
- 볼히니아와 동부 갈리치아의 폴란드인 학살